# Coniac (pictură de Manet)
Coniac este o pictură în ulei pe pânză din 1877 a pictorului francez Édouard Manet. Pictura este nedatată, dar se crede că a fost pictată în jurul anului 1877. Măsoară 73,6 centimetri x 50,2 centimetri. Înfățișează o femeie așezată singură la o masă într-o cafenea, într-o poză letargică similară cu cea a femeii din Absint a lui Degas. Femeia poate fi o prostituată, dar spre deosebire de subiectul activității lui Degas, ea pare mai visătoare decât deprimată. Ea ține o țigară aprinsă și pruna înmuiată în coniac pare neatinsă.